# Bothrideres bipunctatus
|  | Abb. 1: Aufsicht      |
|  | Abb. 2: Unterseite    |
|  | Abb. 3: Vorderansicht |

Bothrideres bipunctatus (Syn.: Bothrideres contractus) ist ein Käfer aus der Familie der Blindkäfer (Bothrideridae), die in die Verwandtschaft der Plattkäfer (Cucujidae) gehört. Die Gattung Bothrideres ist in Europa außer mit Bothrideres bipunctatus noch mit der Art Bothrideres interstitialis vertreten, deren Vorkommen auf Frankreich und Spanien begrenzt ist.
Der Gattungsname Bothrideres von altgr. βόθρος „bóthros“ für „Grube“ und δέρη „dére“ für „Hals“ und der Artname bipunctatus (lat. „mit zwei Punkten“) beziehen sich auf die beiden Gruben im Halsschild.
In der Roten Liste gefährdeter Tiere Deutschlands ist der Käfer unter Kategorie I („vom Aussterben bedroht“) eingestuft. Er führt dort den Namen Gemeiner Gicht-Saftkäfer.

## Merkmale des Käfers
Der abgeplattete Käfer wird drei bis fünf Millimeter lang. Der gesamte Körper ist dunkel rostrot gefärbt und glänzend.
Der Kopf liegt in Verlängerung der Körperachse, die Mundwerkzeuge sind nur wenig nach unten geneigt. Die elfgliedrigen Fühler sind schnurförmig und enden in einer zweigliedrigen Keule. Das schmale Labrum ist vorne schwach ausgerandet und stark bewimpert (Abb. 3). Die breiten Oberkiefer tragen an der Spitze drei stumpfe Zähne und an der Innenseite einen schmalen Hautsaum. Die Mahlfläche ist klein. Das Endglied der Kiefertaster ist verlängert und zugespitzt, das Endglied der Lippentaster verschmälert und an der Spitze abgestutzt.
Der Halsschild ist breiter als der Kopf und schmaler als die Flügeldecken zusammen. Er ist etwa gleich lang wie breit, erreicht die größte Breite wenig hinter dem Vorderrand und verschmälert sich nach hinten. Er ist sehr grob und dicht punktiert. In der Mitte verläuft längs eine weitgehend unpunktierte glänzend glatte Schwiele, die beiderseits in einer grubenartigen Vertiefung endet.
Die Flügeldecken haben deutliche Reihen aus kräftigen Punkten. In letzteren sitzen sehr feine, nach innen anliegende Härchen. Jeder zweite Zwischenraum zwischen den Punktreihen trägt eine lockere Reihe aus weniger kräftigen Punkten. Die Schultern sind nach vorne und innen stumpf zahnartig vorgezogen. Die Flügeldecken verbreitern sich bis zur Mitte wenig, dahinter verschmälern sie sich konkav und enden gemeinsam verrundet. Ein breiter Streifen entlang der Flügeldeckennaht und ein schmalerer am Außenrand der Flügeldecken ist mehr oder weniger angedunkelt.
Die Beine sind durchschnittlich lang und kräftig, die Tarsen alle viergliedrig.

## Biologie
Die Käfer leben unter der Rinde und in altem Holz in den Bohrlöchern anderer im Holz lebenden Insekten. Besonders erwähnt werden Weiden und Pappeln, im Osten Eichen und Buchen, außerdem Ahorne, Kiefern und Obstbäume. Larven und Imagines leben räuberisch, vorzugsweise von Käferarten der Gattungen Ips und Anobium. Die Imagines fressen möglicherweise Spinneneier.
Bei der Entwicklung der Larven liegt eine Hypermetamorphose vor. Nach einem noch unbekannten beweglichen Larvenstadium leben die folgenden relativ unbeweglichen Larvenstadien mit einem vergrößerten Hinterleib parasitisch an Larven und Puppen holzbewohnender Insekten. Die Verpuppung erfolgt in einem Kokon. Die Imagines erscheinen in Polen im Mai und Juni, die Entwicklung ist vermutlich zweijährig.

## Verbreitung
Die Art ist diskontinuierlich in Europa und Sibirien verbreitet, in Mitteleuropa ist dieses Urwaldrelikt sehr selten.